# Hermann-Lietz-Schule Spiekeroog

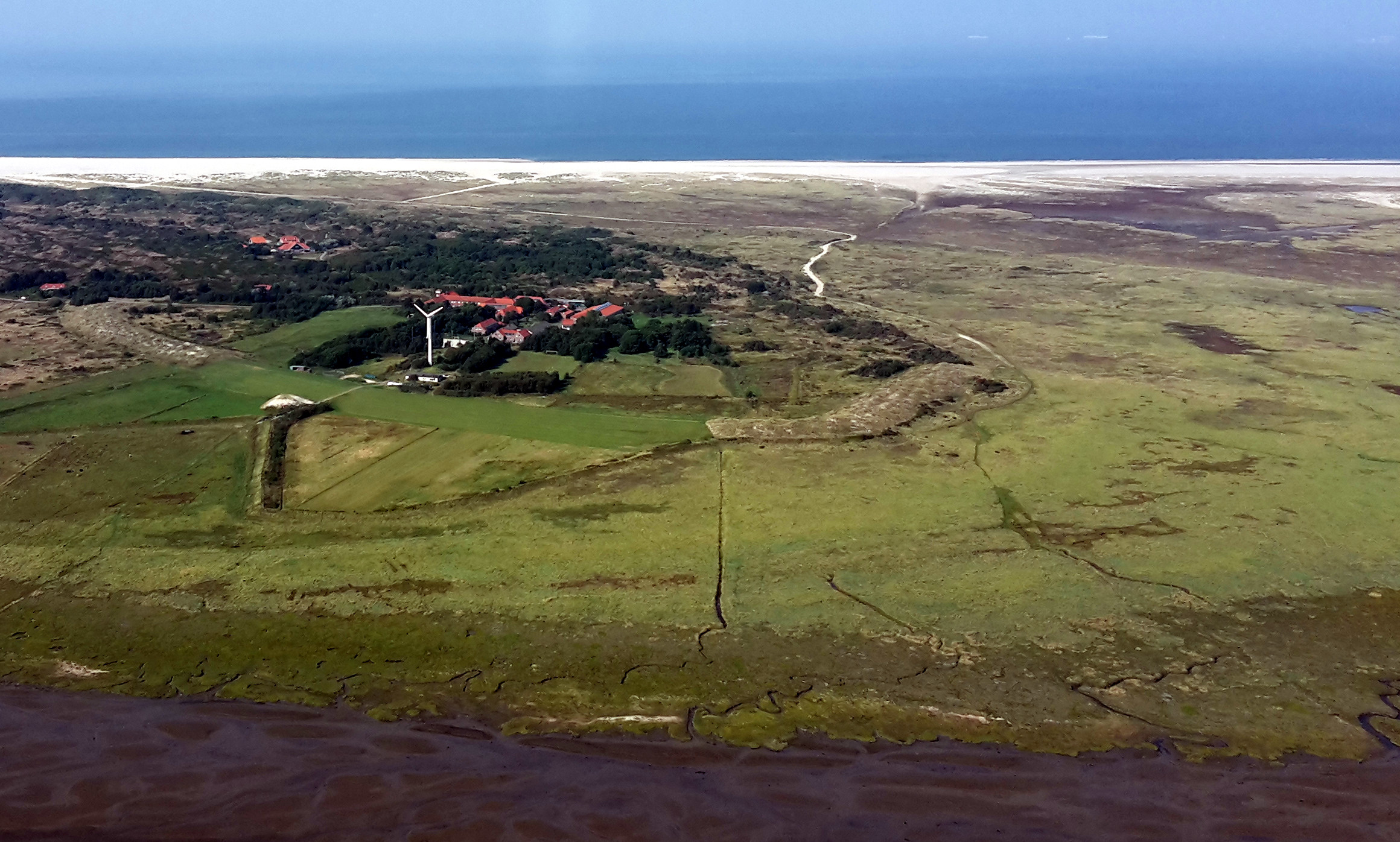
Schulgebäude aus der Luft

Die Hermann-Lietz-Schule Spiekeroog (Eigenschreibweise: Hermann Lietz-Schule Spiekeroog) ist ein staatlich anerkanntes Gymnasium mit Internat auf der ostfriesischen Insel Spiekeroog im Landkreis Wittmund. Die Schule gehört zu den fünf Hermann-Lietz-Schulen, ist jedoch seit 1984 rechtlich und wirtschaftlich von diesen unabhängig. Wie die anderen Schulen dieser Gruppe ist sie dem reformpädagogischen Konzept von Hermann Lietz verpflichtet.
Sie wurde 1928 von Alfred Andreesen gegründet, der ein enger Mitarbeiter von Hermann Lietz war. Im Sinne der Landerziehungsheimbewegung wurde die Schule fernab der großen Städte gegründet. Die Backsteinbauten der Schule befinden sich etwa in der Mitte der Insel, zirka zwei Kilometer östlich des Dorfes. Die Schule ist daher, zusätzlich zu der Abgeschiedenheit der Insel an sich, eine Art „Insel auf der Insel“.

## Schule
Die Hermann-Lietz-Schule hat etwa 90 Schüler ab der fünften Klasse mit dem Abschluss des staatlichen Abiturs. Die Klassen 5 bis 7 werden jahrgangsübergreifend mit den Kindern der Inselschule unterrichtet (Nordlichter-Programm). Jeweils fünf bis zehn Schüler leben in einer sogenannten Familie zusammen, die von einem Lehrer betreut wird. Seit 2006 nimmt die Schule auch Schüler für die fünfte und sechste Klasse auf, die in einem landesweit einzigartigen Modell zusammen mit den Schülern der Spiekerooger Inselschule unterrichtet werden.
Schulleiter ist Florian Fock.

## Gilden und AGs

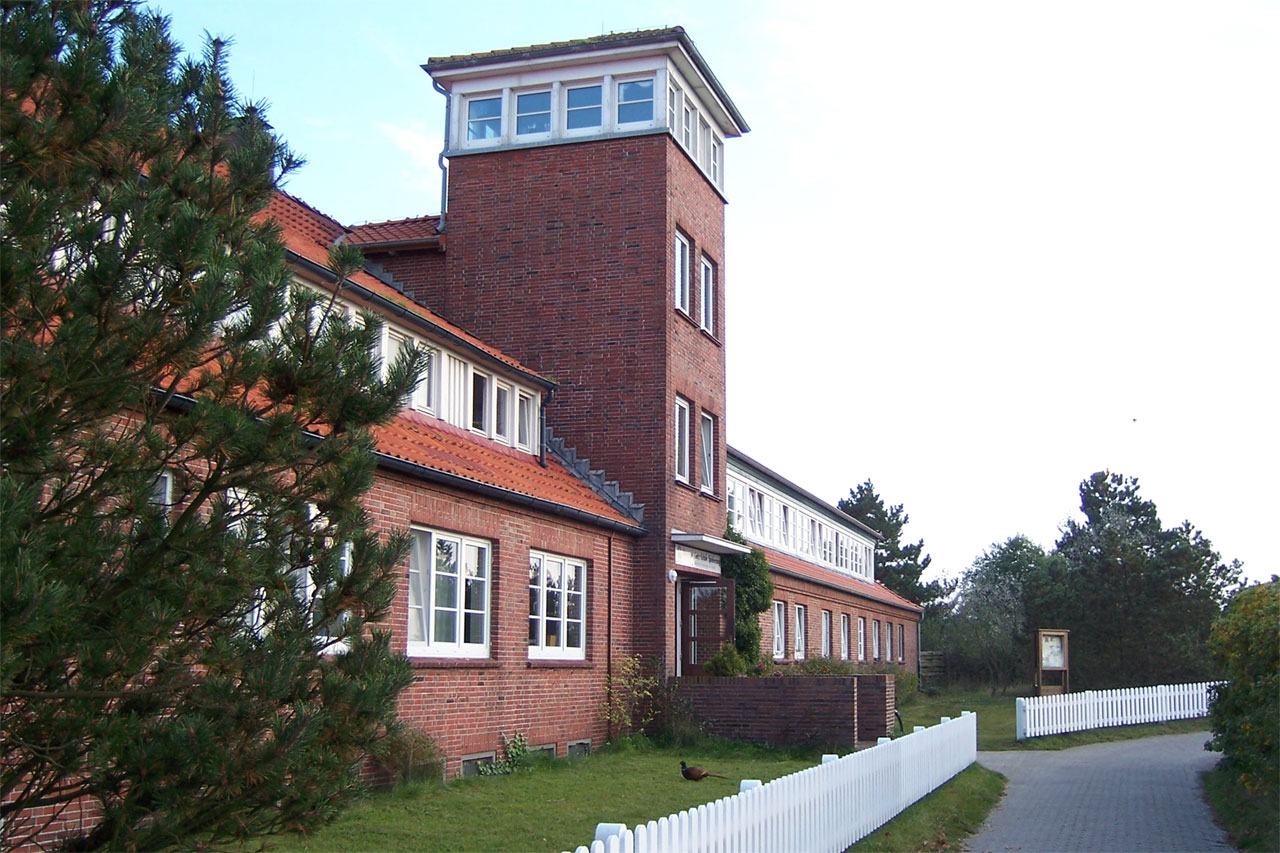
Die Schule abseits des Dorfes

Zum pädagogischen Konzept der Schule gehören sogenannte „Gilden“. Etwa drei Stunden pro Woche müssen die Schüler in einer dieser auf Wirtschaftlichkeit ausgerichteten Gruppen arbeiten, zum Beispiel in den Bereichen Bootsbau, Deichbau, Garten oder Tierhaltung. Als Gilde wird auch der „OT“ (Offener Treff), ein heiminternes Café und das „Beathaus“ betrieben, eine heiminterne Disco, die am Samstagabend geöffnet hat. Daneben gibt es Arbeitsgruppen (AG), welche die individuellen Interessen der Schüler fördern.

## Segeln
In der achten Klasse ist ein 40-stündiger Segelkurs auf den schuleigenen Jollen fester Teil des Lehrplans und bewertetes Unterrichtsfach. Anschließend ist in der neunten und zehnten Klasse eine freiwillige Ausbildung zum Bootsführer möglich, auf die die Sportküstenschifferschein-Prüfung beim Deutschen Segler-Verband (DSV) und der Sportbootführerschein See folgen kann. Zu den Gilden der Schule gehört auch die „Bootsbaugilde“, die für die Instandsetzung und Wartung der schuleigenen Boote verantwortlich ist.

### High Seas High School

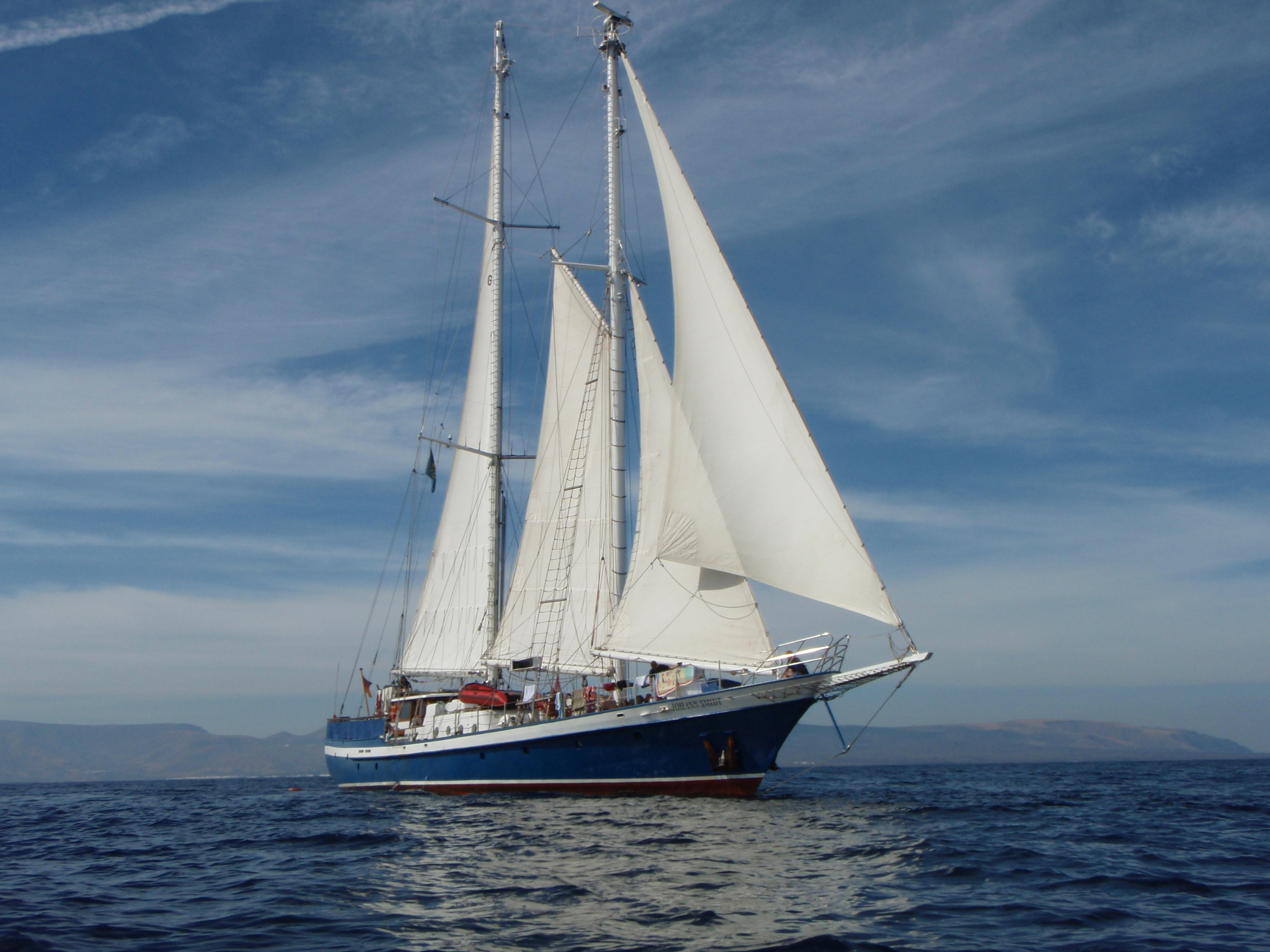
Die Johann Smidt 2007 vor Lanzarote auf ihrer ersten Fahrt für High Seas High School

Seit 1993 wird von der Schule die erlebnispädagogische High Seas High School organisiert. Zunächst bis zu 30 Schüler der 11. gymnasialen Jahrgangsstufe (Alter 15–18 Jahre) aus Internaten und staatlichen Gymnasien segeln auf einem Traditionsschiff von Deutschland über die Kanarischen Inseln in die Karibik, zum süd- oder mittelamerikanischen Festland und nach Kuba und schließlich über die Azoren wieder zurück nach Deutschland. Neben einer kompletten seglerischen Ausbildung werden die Fahrten geprägt vom Unterricht an Bord, der auf das Projekt und auf Richtlinien des 11. Schuljahrgangs bezogen ist: Auf den sechs bis sieben Monate dauernden Fahrten sind die Schüler einerseits als Mitsegler in den Bordalltag und die Segelmanöver integriert und erhalten andererseits an Bord regulären Schulunterricht (z. B. Deutsch, Englisch, Spanisch, Mathematik, Physik usw.). Landaufenthalte von den angelaufenen Häfen aus (zum Beispiel in Mexiko, Costa Rica, Guatemala) und Kurzsprachkurse an Land vermitteln tiefere Einblicke in die besuchten Länder; während dieser Zeiten wird das Segelschiff für zweiwöchige Fahrten mit erwachsenen Mitseglern genutzt.
Die Fahrten fanden bisher auf unterschiedlichen Traditionsschiffen statt: im Winter 1993/1994 auf dem Dreimasttoppsegelschoner Fridtjof Nansen, dann bis 2006 auf dem Dreimasttoppsegelschoner Thor Heyerdahl (auf dem seit 2008 wieder ein ähnliches Projekt, das „Klassenzimmer unter Segeln“, stattfindet). Die „High-Seas-High-School“-Fahrt 2000/01 wurde von einem professionellen Filmteam begleitet (Regisseur: Torsten Truscheit); aus den Aufnahmen entstand die Dokumentations-Serie Junge Herzen, die 2002 im ZDF ausgestrahlt wurde. Von 2007/2008 bis 2014/2015 wurde für das Projekt der Zweimastschoner Johann Smidt eingesetzt, 2008/2009 unterstützt von der niederländischen Brigg Astrid. Für den Winter 2015/2016 wurde auf die Brigg Roald Amundsen gewechselt.
Im Sommer werden für jüngere Schüler entsprechende drei- oder vierwöchige Sommerschulen auf Traditionsschiffen mit Segeln, Englischunterricht und weiteren Land-Aktivitäten angeboten: Von 2002 bis 2006 fand auf der Thor Heyerdahl für Schüler der siebten und achten Klasse eine vierwöchige „Summer High Seas High School“ mit Zielen in Großbritannien statt. Seither wird die „Summer High Seas High School“, wie langjährig auch die Karibikfahrten, auf Clipper-Segelschiffen angeboten, in jüngerer Zeit auf der Holzketsch Seute Deern.

## Ökologie

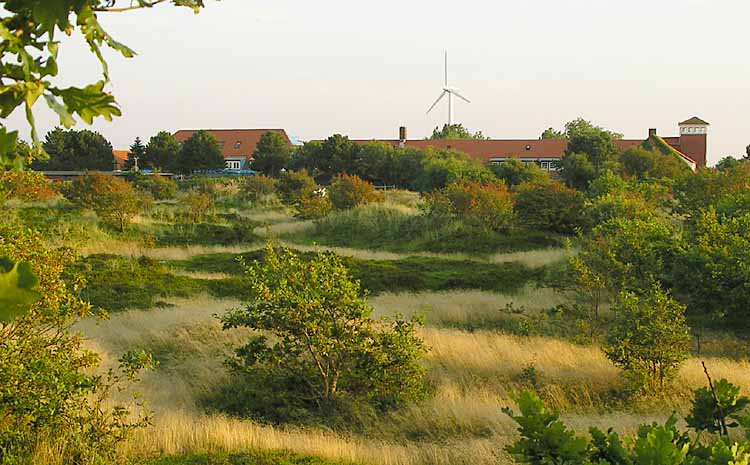
Blick über die Schule mit der Windenergieanlage

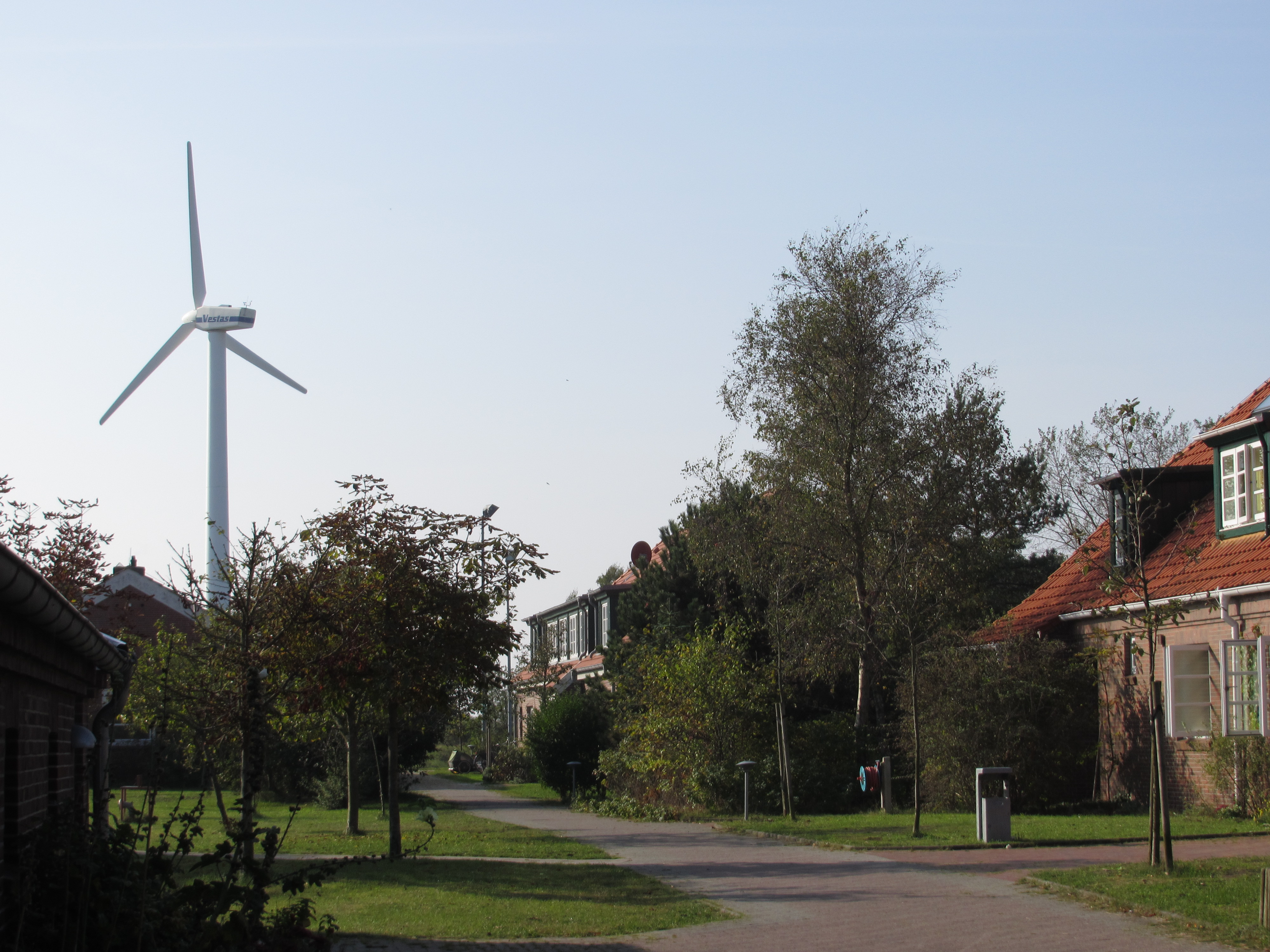
Hof der Hermann-Lietz-Schule mit Vestas-Windkraftanlage

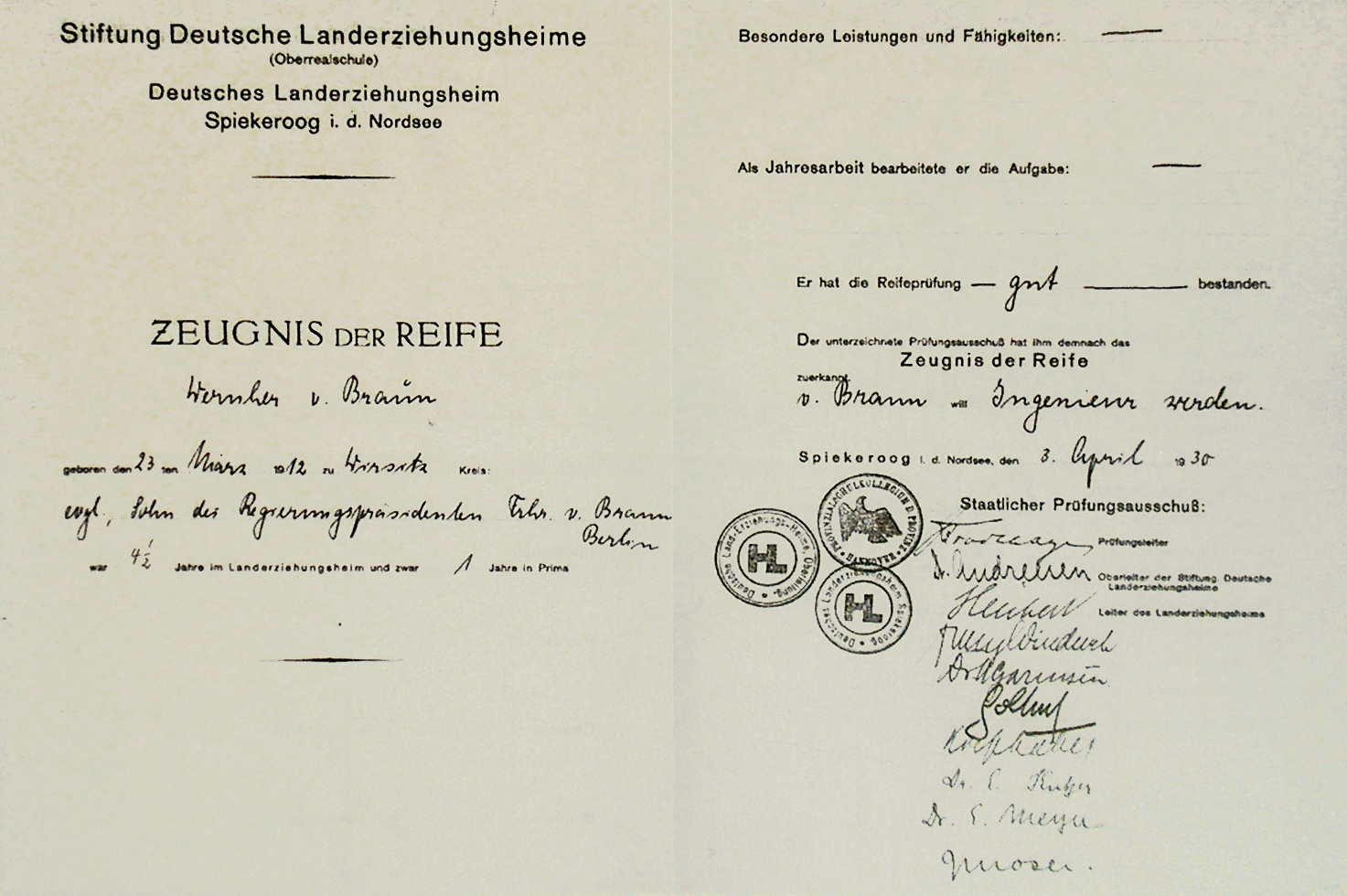
Wernher von Brauns Abiturzeugnis von 1930

Ein Kernthema des Schulkonzepts ist die Ökologie. 1986 wurde erstmals mit Fördermitteln des Bundes eine Windkraftanlage des Typs Aeroman von MAN installiert. Die jetzige Windkraftanlage, eine 1995 gebaute Vestas mit einer Nennleistung von 220 kW, liefert das Dreifache der von der Schule benötigten Strommenge. Mit einer Masthöhe von ca. 30 Metern ist sie bei gutem Wetter auch von Neuharlingersiel aus zu sehen. Im Schuljahr 1991/92 wurden von den Schülern die ersten Sonnenkollektoren zur Entlastung der Warmwasserversorgung auf die Dächer der Schule gebaut. Darüber hinaus wird ökologisches Gemüse angebaut und ein Seewasser-Aquarium mit einheimischen Fischen, Krebsen, Krabben und Muscheln betreut.
Im März 2006 wurde ein Umweltbildungszentrum („Wittbülten“ – übersetzt weißer Sandhaufen, gemeint sind die Primärdünen) auf dem Schulgelände eröffnet. Unter Beteiligung der Schülerschaft bietet die 2011 in Nationalpark-Haus Wittbülten umbenannte Informationsstätte eine umfangreiche, auf 400 m² angelegte Ausstellung zur Insel Spiekeroog und zur Tier- und Pflanzenwelt des Wattenmeeres sowie zahlreiche Veranstaltungen der Umweltbildung an. Anhand eines Gezeitenrondells, das von der Oldenburger Carl-von-Ossietzky-Universität entwickelt wurde, können Besucher experimentieren. Ein Seewasseraquarium mit 10.000 Liter Fassungsvermögen eröffnet die Möglichkeit, Einblicke in die Wasserwelt der Nordsee zu erhalten. Ins Auge fällt in der Dauerausstellung das tonnenschwere Skelett eines Pottwals, das von einem der beiden Pottwale stammt, die im November 2003 vor Norderney gestrandet waren.

## Ehemalige Schüler und Lehrer
Schüler
- Frank Nimsgern (Komponist und Musiker)
- Wernher von Braun (Ingenieur), Abitur 1930[4]
- Magnus von Braun (Ingenieur)
- Hans Fischer, Ethnologe, ordentlicher Professor für Völkerkunde un Hamburg,[5] Abitur vor 1952
- Heiko Folkerts (Architekt), Sohn Poppe Folkerts
- Meertinus Meijering, Abitur 1952
- Helge Hansen (General), Abitur 1957
- Ernst Jünger jr., Sohn Ernst Jüngers
- Dieter Kleiber
- Harald Graf von Posadowsky-Wehner (Botschafter)
- Gabriel Reinking (Schauspieler, Regisseur, Bühnenautor)
- Wolf Jobst Siedler (Schüler ab 1943)
- Lutz Theen
- Rolf Tietgens, deutsch-amerikanischer Fotograf

Lehrer
- Erhard Ahlrichs
- Carl Gerhardt (Musiklehrer)
- Hermann Heiß (1928–1933, Hauptmusiklehrer)
- Ernst Majer-Leonhard
- Meertinus Meijering (1958–1967, Biologielehrer)